# 山本正 (日本国際交流センター理事長)
山本 正（やまもと ただし、1936年3月11日 - 2012年4月15日）は、日本を代表する国際主義者。日本とアメリカを始めとするその他の国との民間交流の強化を先駆的に提唱した。
山本は、渋沢雅英（MRAハウス元理事長）らと共に民間外交や個人間の交流が国際関係において重要な役割をするという考え方を提唱した。渋沢雅英らと共に1970年に外交政策シンクタンクの日本国際交流センター(JCIE)を設立し、2012年に死去するまで理事長を務め、二国間関係や民間組織の間の交流を促進した。1967年には、日米の政策立案者や政策の専門家らが両国間の問題を議論するための場である下田会議の設立に貢献した。『ウォール・ストリート・ジャーナル』は、山本のことを「日米同盟の熱烈な擁護者」と呼んだ。
山本は、下田会議、JCIEのほか、日韓フォーラム、日米国会議員連盟、三極委員会の設立に関わり、JCIEの理事長として、日独フォーラム、日英21世紀委員会、日韓フォーラム、三極委員会太平洋アジアグループ、グローバルファンド日本委員会などの様々な組織の理事を兼任した。

## 生涯

### 若年期
1936年3月11日、東京のカトリック教徒の家庭に生まれた。父の転勤により、山本が生後3か月の時に一家で香港に渡り、その7か月後には英領インドのボンベイに渡った。1940年、第二次世界大戦が開戦したため、一家は帰国した。六甲高等学校に入学後、東京都立駒場高等学校に転校し、1953年に卒業した。
1954年、上智大学文学部哲学科に入学した。1958年にアメリカ・ウィスコンシン州のセント・ノーバート大学に転入した。1962年にミルウォーキーのマーケット大学経営学大学院で経営学修士(MBA)を取得して帰国した。元々カトリックの司祭になるつもりだったが、アメリカ留学を経て、当時アメリカで起きていた公民権運動などの社会の変化に関心を持つようになった。1960年の大統領選で選挙活動中のジョン・F・ケネディがセント・ノーバート大学を訪れた際、食堂の係をしていた山本はケネディにウィスコンシン州特産の牛乳を提供した。ケネディらが唱えた進歩的な理想や、第2バチカン公会議における改革で提示された「愛と共同体」という価値観は、その後の山本の活動のインスピレーションの元となった。
1966年に相川千代子と結婚し、4人の息子をもうけた。

### キャリア
1962年に帰国後、信越化学工業に入社し、小坂徳三郎社長付秘書（国際関係担当）となった。
小坂の下で、山本は1967年に開催された第1回下田会議の企画・設立に携わった。下田会議は、日米の外交政策関係者が対等の立場で話し合う戦後初の会議であり、この会議は、日本が世界の外交の舞台で再び活躍するためのマイルストーンとみなされた。下田会議は1990年代まで定期的に開催され、日米の民間対話を促進するための有効な手段となった。2012年2月、山本は17年ぶりに下田会議を開催した。
第1回下田会議の基調講演は、アメリカのマイケル・マンスフィールド上院院内総務が行った。この中でマンスフィールドは、日米の国会議員が相互理解を深め、共通の課題について率直に話ができるよう、民間主催の交流会の開催を呼びかけた。山本はこれを受けて、1968年に日米議員交流プログラムを開始した。このプログラムの初期の参加者であるトム・フォーリー下院議長、ドナルド・ラムズフェルド国防長官、ハワード・ベーカー上院院内総務などは、アメリカのリーダー世代を日本の国会議員に紹介し、後の貿易摩擦の解消など様々な分野での日米関係の強化に必要な個人的な絆が形成できたと評価している。フォーリーは山本について、「我々の二国間関係の強化にこれほど効果的な人物は他にいない」と述べた。
1969年12月に小坂が参議院議員に当選した。山本は、日本や世界に貢献するためには、政府からも企業からも独立した超党派の組織が必要であるという強い信念から、政治家になる小坂から独立することを決意した。1970年、山本は青山一丁目に部屋を借りて日本国際交流センター(JCIE)を立ち上げ、理事長に就任した。山本は、JCIEを日本を代表する国際交流機関に成長させた。
ドナルド・ラムズフェルドは、下院議員としてJCIEの日米議員交流プログラムに参加していた。1975年、山本は、当時ジェラルド・フォード大統領の首席補佐官となっていたラムズフェルドと、日本社会党委員長代行江田三郎とのホワイトハウスでの会談を実現させた。日本社会党は当時、日米安保条約に反対していた。日本社会党の代表者とアメリカの政府高官の会談は23年ぶりのことだった。
山本は、1973年に設立された日米欧委員会（現 三極委員会）の創設メンバーの一人である。これは、アジアの国際問題専門家、政治指導者、実業家、ジャーナリストやその他の社会的リーダーが、北米やヨーロッパの民主主義国の人々と政策対話を行うものである。国際情勢の対話が欧米中心であった当時において、この委員会の設置は、国際社会が新興国だった日本を本格的な国際対話の一員として迎え入れ、日本が国際社会における対等なパートナーとして受け入れられたことを象徴するものだった。この委員会は、2010年代に入っても活発に活動している。
山本はまた、日本の歴代の内閣と直接仕事をした。1979年から1981年まで日米経済関係グループ（日米賢人会議）、1983年から1984年まで日米諮問委員会、1988年から1991年まで日韓21世紀委員会の事務局長を務めた。また、第1回（1988年から1989年まで）、第2回（1993年から1994年まで）の国際文化交流諮問委員会委員を務めた。1999年から2000年まで、小渕恵三首相の「21世紀日本の構想」総理懇談会の幹事委員を務めた。2010年2月、鳩山由紀夫首相の「安全保障と防衛力に関する懇談会」の委員に就任した。
50年のキャリアを通して、山本はアメリカだけでなく様々な国に関心を寄せていた。民間交流やトラックII政策対話を通じて、ヨーロッパ、韓国、中国、東南アジアと日本との関係改善を推進した。山本は、アジア諸国間の地域協力の強化にも重要な役割を果たした。1990年代、パリで「ヨーロッパとアジア」をテーマにした会議が開かれた際、山本を含むアジアからの参加者による食事会の場において、「アジアにはジャン・モネのような人物が必要だ」という声に対し、多くの参加者が「タダシがアジアにおけるジャン・モネだ」と言ったという。
冷戦終結後には、国家だけでなく個人の安全をも確保する包括的なアプローチである「人間の安全保障」の概念を提唱するようになった。この考え方は、山本が小渕恵三首相などの非公式な相談者となったことで、日本が外交政策の主要な柱として採用した。
山本は、政策対話や政治的リーダーの交流を推進する一方で、日本の非営利セクターの発展とアジアにおけるフィランソロピーの発達を促進するための取り組みも行った。JCIEは、経団連などの経済団体が企業の社会貢献活動を促進する上で重要な役割を果たした。
晩年は、アフリカなどの開発途上国におけるグローバルヘルスやHIV/AIDSなどの感染症に対する日本の貢献を強化するために活動した。グローバルファンドへの日本の支援拡大や、貧困国での病気に対するキャンペーンへの政府・企業・民間の関わりを強化するために、JCIE内にグローバルファンド日本委員会を設立した。グローバルファンド日本委員会は、日本の政治家をアフリカに招いてエイズと闘う人々との対話をさせたり、ボノなど海外の著名人を日本に招いて貧困国を日本が支援する必要性についてアピールさせるなどの活動を行った。これらの活動により、日本政府はグローバルファンドへの年間寄付額を2005年から2012年にかけて3倍に増額した。
山本は、オーストラリア、ドイツ、日本、イギリスの各政府から表彰を受けた。2008年、日米財団特別功労賞を受賞した。2011年7月5日、旭日中綬章を受章した。

### 死去
2012年4月15日、胆嚢癌のため東京都内の病院において76歳で死去した。葬儀は4月18日に東京都の聖イグナチオ教会で行われた。
40年以上の知り合いであるコロンビア大学教授のジェラルド・カーティスは、「彼は、民主主義国同士の交流は民間が主導するべきだという信念を捨てなかった」と述べた。元朝日新聞論説主幹の松山幸雄は、「山本は国際交流のために他の誰よりも多くのことを行った。名実ともに何もない所から始めたのに。彼は（彼が接した）全ての人から好かれていた」と述べた。

## 著書
- Emerging Civil Society in the Asia Pacific Community (1995)
  - 日本語訳：アジア太平洋のNGO―「地域共同体」の誕生と秘められた可能性（1998年）
- 「官」から「民」へのパワー・シフト―誰のための「公益」か（1998年）
- The Nonprofit Sector in Japan (1998)
- Corporate-NGO Partnership in Asia Pacific (1999)
- Deciding the Public Good: Governance and Civil Society in Japan (1999)
- Governance and Civil Society in a Global Age (2001)
- Philanthropy and Reconciliation: Rebuilding Postwar US-Japan Relations (2006)[3]

### 共著
- 聞き手『牛場信彦―経済外交への証言』（ダイヤモンド社、1984年）

## 賞と栄誉
- ドイツ: ドイツ連邦共和国功労勲章（1990年）
- イギリス: 大英帝国勲章コマンダー（1993年）
- 日本: 国際交流奨励賞（1999年）
- オーストラリア: オーストラリア勲章（英語版）（2003年）
- 日本: アジア太平洋文化賞（2004年）
- 日本: 在日米国商工会議所 パーソン・オブ・ザ・イヤー（2009年）
- 日本: 旭日中綬章（2011年）